# Det Nye Talkshow - med Anders Lund Madsen
Det Nye Talkshow – med Anders Lund Madsen var et direkte talkshow med Anders Lund Madsen som vært. Programserien er færdig og kørte varierende hver fredag 21.30-21.55 på DR1. Programmets format bestod af aktuelle gæster, Praktikanten Thomas, musikalske indslag samt en konkurrence hvor man kunnne vinde forkellige præmier hver sæson. Præmierne har blandt andet inkluderet et fuldt udbetalt sponsorat af et barn fra Togo og en au-pair pige. Programmet blev sendt live fra Teatermuseet i Hofteatret.
Desuden akkompagneredes talkshowet af Gustaf Ljunggrens Orkester.

## Medvirkende

### Sæson 1
- Afsnit 1: Paprika Steen, Ditte Arnth og Anni Fønsby (18. september 2009)
- Afsnit 2: Niarn, Sofie Gråbøl og The Raveonettes (25. september 2009)
- Afsnit 3: Lars Løkke Rasmussen, Sidney Lee og DR PigeKoret (2. oktober 2009)
- Afsnit 4: Helle Thorning-Schmidt, Basim og Ida Corr (9. oktober 2009)
- Afsnit 5: Anders W. Berthelsen, Nephew og Gitte Lauritzen & hamsteren Bonita (16. oktober 2009)
- Afsnit 6: Gitte Nielsen, Johannes Møllehave og Mugison (23. oktober 2009)
- Afsnit 7: Klaus Riskær, Anders Morgenthaler og Sofia Karlsson (30. oktober 2009)
- Afsnit 8: Sussi og Leo, Harald G. Jensen og Julie Maria (6. november 2009)
- Afsnit 9: Niels Krogsgård, Puk Elgård og Mikael Simpson (13. november 2009)
- Afsnit 10: Mikkel Kessler, Trine Dyrholm og Kim Larsen (20. november 2009)

### Sæson 2
- Afsnit 11: Pernille Rosendahl, Rasmus Bjerg og Ghost Society (5. februar 2010)
- Afsnit 12:
- Afsnit 13: Sidse Babett Knudsen, Mark Nissen og Jamie Cullum (19. februar 2010)
- Afsnit 14: Henrik Høegh, 8210 og Peter Sommer (26. februar 2010)
- Afsnit 15: Anders Breinholt, Bodil Cath, Sigrid Husjord, Tue West og Tammi Øst (5. marts 2010)
- Afsnit 16: Søren Fauli, Benny Andersen og Amy Macdonald (12. marts 2010)
- Afsnit 17: Casper Christensen, Thomas Vinterberg, Anna Nygaard og Annisette Koppel (19. marts 2010)
- Afsnit 18: Brian Mikkelsen, Per Olesen, Iben Maria Zeuthen og Fallulah (26. marts 2010)
- Afsnit 19: Michael Jeppesen, Inge Sørensen, Katja Arkesteijn og Yoav (2. april 2010)
- Afsnit 20: Master Fatman, hesten Odin, Tina Lund og Ellie Goulding (9. april 2010)

### Sæson 3
- Afsnit 21: Medina, Master Fatman og Tina Dickow (17. september 2010)
- Afsnit 22:
- Afsnit 23: Simon Jul, Anders Breinholt og Eliza Doolittle (1. oktober 2010)
- Afsnit 24: Sidse Babett Knudsen og Frank Erichsen (8. oktober 2010)
- Afsnit 25:
- Afsnit 26: Søren Ryge Petersen, Ibi Støving og Thomas Dybdahl (22. oktober 2010)
- Afsnit 27: Kasper Eistrup, Lise Nørgaard og De Eneste To (29. oktober 2010
- Afsnit 28: Anne Linnet, Jørgen Leth og Lucy Love (5. november 2010)
- Afsnit 29: Bjarne Riis, Lene Nystrøm og Eivør (12. november 2010)
- Afsnit 30: Bodil Cath, Inger Nilsson og David Prowse (19. November, 2010)

### Sæson 4
- Afsnit 31: Pilou Asbæk, Bertel Haarder og Band of Horses (18. februar 2011)
- Afsnit 32: Bodil Jørgensen, Helle Thorning-Schmidt og Oh Land (25. februar 2011)
- Afsnit 33: Carsten Lybech, Mikkel Kessler og tv·2 (4. marts 2011)
- Afsnit 34: Thyra Frank, Ibi Støving, Marion Dampier-Jeans og Burhan G (11. marts 2011)
- Afsnit 35: L.O.C., Mia Lyhne og Sort Sol (18. marts 2011)
- Afsnit 36: Lene Espersen, Lykke Li og Maria (tilskuer fra X Factorfinalen) (25. marts 2011)
- Afsnit 37: Martin Brygmann, Poul Nesgaard og Veronica Maggio (1. april 2011)
- Afsnit 38: Simon Kvamm, Nikolaj Coster-Waldau og Søren Huss (8. april 2011)
- Afsnit 39: Nik & Jay, Mette Reissmann og Lill Lindfors (15. april 2011)
- Afsnit 40, Finale-program live fra Enghaveparken: Bodil Cath, Amalie Szigethy, Lars Løkke Rasmussen og Nik & Jay (29. april 2011)

### Sæson 5
- Afsnit 41: Bubber, Uffe Elleman Jensen

### Specialudsendelser
- Julespecial: Brian Laudrup og Robbie Williams (18. december 2009)
- Nytårsspecial: Bodil Cath, Peter Lund Madsen, John Braad og Aura (30. december 2009)
- Julespecial: Joan Ørting, Oberst Lennie Fredskov og Karen (23. december 2010)

## Kontroverser

### Thomas Skov
Som praktikant i showet lavede Thomas Skov humoristiske indslag. Fredag d. 16. oktober 2009 sneg sig ind i Vild med dans på den konkurrerende kanal, TV 2. Her satte han sig bag dommerne, der netop var ved at give danseparret Lisa Lents og Michael Olesen point. Thomas Skov viste et medbragt skilt, hvor der på den ene side stod: "Juhuu Lisa Lents" hvorefter han vendte det og viste bagsideteksten: "Du gør mig våd".

### Signe Molde
Efter Thomas Skov var Signe Molde-Amelung praktikant i programmet. I 2011 fik hun en bøde på 10.000 kr. efter at have fremdraget en økse, en peberspray og adskillige knive op af sin håndtaske d. 8. marts på en politistation i Nykøbing Sjælland. Molde blev straffet efter våbenloven, ligesom studieværten Anders Lund Madsen og redaktionschef Ole Rahbek fik hver deres bøde på henholdsvis 10.000 og 12.000 kroner.